# Phan Thị Kim Phúc
Phan Thị Kim Phúc, hay còn được gọi là Em bé Napalm (sinh 1963) là một người Canada gốc Việt, nổi tiếng với bức ảnh được trao Giải Pulitzer chụp ngày 8 tháng 6 năm 1972 tại Trảng Bàng bởi nhiếp ảnh gia Nick Út (từng được cho là tác giả của bức ảnh cho đến ngày 16 tháng 5 năm 2025, Tổ chức Giải ảnh báo chí thế giới (World Press Photo) thông báo ngừng ghi nhận Nick Út là tác giả. Trong cuộc điều tra này, tính xác thực, cùng tác động và tầm quan trọng của bức ảnh trong việc thúc đẩy làn sóng ủng hộ hoà bình cho Việt Nam hoàn toàn được bảo đảm. Chỉ có quyền tác giả của bức ảnh hiện được đưa vào diện chưa chắc chắn) của hãng thông tấn AP, ghi lại hình ảnh một cô bé 9 tuổi, da thịt và áo quần bị đốt cháy do bị bỏng nặng bởi bom napalm, khi cô đang chạy trốn khỏi ngôi làng của mình.

## Em bé Napalm
Kim Phúc và gia đình sống trong làng Trảng Bàng, Tây Ninh. Ngày 8 tháng 6 năm 1972, Không lực Việt Nam Cộng hòa dội bom xuống làng Trảng Bàng, máy bay ném bom cháy (napalm) trúng vào phía trước Thánh thất Cao Đài nơi gia đình Phúc trú ẩn trước đó để lánh nạn. Bức ảnh được chụp khi Kim Phúc và một số trẻ em Việt Nam vừa khóc vừa chạy tại ngay Ngã Ba Trảng Bàng sau khi bị dội bom napalm. Cô bé bị bỏng nặng và cháy hết quần áo. Sau đó, cô bé bất tỉnh. 2 trong số các anh em họ của Phúc và 2 dân làng bị thiệt mạng trong trận ném bom.
Nhiếp ảnh gia Nick Út của hãng thông tấn Associated Press đã ghi lại khoảnh khắc này khi Kim Phúc trong tình trạng khỏa thân đang hoảng loạn chạy giữa những người gồm dân làng, binh sĩ, và các nhà báo nhiếp ảnh. Tấm ảnh trở nên một trong những hình tượng ám ảnh nhất của Chiến tranh Việt Nam. Nhiều năm sau, trong một cuộc phỏng vấn, Kim Phúc thuật lại rằng trong bức ảnh cô đang kêu la, "Nóng quá, nóng quá". Ngay ngày hôm sau, tấm ảnh được đưa lên trang bìa của tờ New York Times. Về sau, tác giả của nó được trao Giải Pulitzer và bức ảnh được chọn làm Ảnh Báo chí Thế giới năm 1972. Bức ảnh được xếp thứ 41 trong 100 bức ảnh có tầm ảnh hưởng nhất thế kỷ 20 do Đại học Columbia bình chọn.
Nick Út đưa Kim Phúc và những đứa trẻ đang bị thương khác vào Trung tâm Barsky ở Sài Gòn. Vết thương quá nặng nên người ta không tin là cô bé có thể sống sót. Tuy nhiên, sau 14 tháng điều trị tại bệnh viện và phải trải qua 17 cuộc phẫu thuật, Kim Phúc được về nhà. Nick Út tiếp tục viếng thăm cô cho đến khi ông rời Sài Gòn năm 1975.
Về sau, Kim Phúc kể lại những ngày tháng đau thương khi cố gắng phục hồi vết bỏng do bom napalm, "Đau đớn không thể nào tưởng tượng được. Nhiều lúc tôi cứ ngỡ mình sẽ chết đi. Nhưng sức mạnh sâu thẳm bên trong của một cô gái nhỏ đã giúp tôi vượt qua."
Trong cuộn băng ghi âm cuộc trò chuyện giữa Tổng thống Richard Nixon với chánh văn phòng của ông, H. R. Haldeman năm 1972, Nixon nghi ngờ tính xác thực của tấm ảnh, ông đăm chiêu nhìn vào tấm ảnh và nói: "Tôi tự hỏi, có phải tấm ảnh đã được chỉnh sửa."

Hình ảnh những sự việc xảy ra trước và sau khi bức hình nổi tiếng của Kim Phúc được chụp.

Sau khi cuộn băng được phổ biến, Nick Út nhận xét, "Mặc dù nó là một trong những hình ảnh đáng nhớ nhất của thế kỷ 20, Tổng thống Nixon đã một lần nghi ngờ tính xác thực của tấm ảnh khi ông nhìn thấy nó trên báo chí ra ngày 12 tháng 6 năm 1972... Đối với tôi, và rõ ràng là đối với nhiều người khác nữa, tấm ảnh không thể nào thực hơn. Tấm ảnh cũng xác thực như chính cuộc chiến Việt Nam vậy. Sự khủng khiếp của chiến tranh Việt Nam được tôi ghi lại không cần phải chỉnh sửa. Cô gái bé nhỏ thảm thương ấy vẫn còn sống đến ngày hôm nay và vẫn là lời chứng hùng hồn cho tính xác thực của tấm ảnh. Kim Phúc và tôi sẽ không bao giờ quên khoảnh khắc ấy của 30 năm về trước. Nó đã thay đổi cuộc sống của cả hai chúng tôi."
Một cuốn phim do 2 nhà báo nhiếp ảnh Alan Downes của ITN và Le Phuc Dinh của NBC trình bày những diễn biến trước và sau thời điểm tấm ảnh được chụp. (xem hình bên phải). Trên góc trái là một người đàn ông (có thể là Nick Út) đang đứng chụp ảnh khi một máy bay đang dội bom. Một đám trẻ, trong đó có Kim Phúc, đang chạy trong kinh hãi, theo sau các em là binh lính của Sư đoàn 25 của quân lực Việt Nam Cộng hòa. Vài giây sau đó, cô bé gặp các phóng viên mặc quân phục dã chiến, trong đó có Christopher Wain, người cho cô nước (góc phải trên), và xối nước trên vết bỏng của cô bé. Khi cô bé quay ngang, có thể nhìn thấy các vết bỏng nặng ở tay và lưng (góc trái dưới). Một phụ nữ đang la khóc chạy từ hướng đối diện trên tay ẵm đứa bé bị phỏng (góc phải dưới). Những phân đoạn của cuốn phim được đưa vào phim "Hearts and Minds" của đạo diễn Peter Davis, bộ phim được trao giải Oscar phim tư liệu năm 1974.
Năm 1982, một ký giả Tây Đức đã tìm ra tông tích của cô bé gái trong bức hình là Kim Phúc.

## Trưởng thành
Kim Phúc theo học tại trường Y ở Thành phố Hồ Chí Minh. Năm 1986, cô sang du học tại Cuba. 4 năm trước đó, cô đã chuyển tôn giáo, từ đạo Cao Đài sang Cơ Đốc giáo. Cô thuật lại: 
| “ | Sự căm giận bên trong tôi chồng chất cao như núi. Tôi căm ghét cuộc sống. Tôi thù hận mọi người bình thường bởi vì tôi không bình thường. Nhiều lần tôi thực sự muốn chết. Tôi dành cả ngày trong thư viện tìm đọc nhiều sách tôn giáo để tìm kiếm mục đích của cuộc sống. Một trong những cuốn sách tôi đọc là Kinh Thánh. Giáng sinh năm 1982, tôi tiếp nhận Chúa Giê-xu Cơ Đốc làm Cứu Chúa của tôi. Đó là sự biến chuyển diệu kỳ trong đời tôi. Chúa giúp tôi học biết tha thứ - bài học khó khăn nhất trong tất cả các bài học... Vẫn còn những vết sẹo trên thân thể tôi, nhưng tấm lòng tôi đã được thanh tẩy. | ” |

Bà chán việc liên tục phải trả lời phỏng vấn và chụp hình, gặp gỡ khách nước ngoài với tư cách là "nhân chứng chiến tranh", nên khi có cơ hội được cử sang du học Cuba thì bà nhận lấy ngay. Năm 1986, các viên chức chính quyền Việt Nam đã gửi Kim Phúc sang Cuba học ngành y. Tại đây bà gặp Bùi Huy Toàn, cũng là một sinh viên du học. Năm 1992, 2 người kết hôn và sau tuần trăng mật ở Moskva, trên đường về, khi máy bay đang tiếp nhiên liệu tại Gander, Newfoundland, bà và chồng rời máy bay và xin tị nạn chính trị với chính phủ Canada.
Hiện Kim Phúc đang sống với chồng và 2 con trai ở Ajax, Ontario. Năm 1996, Kim Phúc gặp lại những nhà phẫu thuật đã cứu sống cô. Năm sau, cô nhận quốc tịch Canada.
Năm 2004, Kim Phúc đến nói chuyện tại Đại học Connecticut về cuộc đời và trải nghiệm của bà, về cách bà trở nên "mạnh mẽ để đối đầu với sự đau đớn", và lòng trắc ẩn và tình yêu thương đã giúp bà hàn gắn vết thương tâm lý. Chuyến thăm của bà là một phần trong "Tháng của lòng Nhân ái, được thiết lập bởi tổ chức Hillel của viện đại học nhằm hợp nhất toàn trường trong chủ đề về lòng nhân ái."
Ngày 28 tháng 12 năm 2009, Đài Phát thanh Quốc gia (NPR) cho phát sóng bài nói chuyện của Kim Phúc, "The Long Road to Forgiveness," (Đường dài đến sự tha thứ) thuộc chương trình "This I Believe". Tháng 5 năm 2010, bà gặp lại phóng viên đài truyền hình ITN Christopher Wain, người đã cứu mạng sống của bà. Ngày 18 tháng 5 năm 2010, bà nói chuyện trên Radio 4 của BBC trong chương trình "It’s my Story", thuật lại những nỗ lực của Tổ chức Kim Phúc nhằm bảo đảm sự điều trị tại Canada cho Ali Abbas, cậu bé 12 tuổi bị bỏng và mất 2 tay trong một cuộc không kích của Mỹ ở Baghdad năm 2003.

## Tổ chức Kim Phúc
Năm 1997, bà thành lập Tổ chức Kim Phúc tại Hoa Kỳ với mục tiêu cung cấp sự trợ giúp y tế và tâm lý cho trẻ em nạn nhân chiến tranh. Về sau, có các tổ chức khác cũng được thành lập, cùng tên, và cùng dưới một tổ chức chính, Kim Phuc Foundation International.

## Vinh danh
Năm 1996, vào Ngày Cựu Chiến binh, Kim Phúc đọc diễn văn tại Đài tưởng niệm Chiến tranh Việt Nam tại Hoa Kỳ, bà nói rằng không ai có thể thay đổi quá khứ, nhưng mỗi người đều có thể chung tay xây dựng một nền hòa bình cho tương lai.
Nhà làm phim người Canada, Shelley Saywell, đã thực hiện một cuốn phim tài liệu về cuộc gặp gỡ của họ. Câu chuyện này cũng được chia sẻ trên blog. Ngày 10 tháng 11 năm 1997, Kim Phúc được mời làm Đại sứ Thiện chí của UNESCO. Quyển tiểu sử về Kim Phúc, "The Girl in the Picture" (Bé gái trong bức ảnh) của Denise Chong được xuất bản năm 1999. Năm 2003, nhà soạn nhạc người Bỉ Eric Geurts viết "The Girl in the Picture" cho Kim Phúc, được phát hành trong Flying Snowman Records, toàn bộ tiền lời được dành cho Tổ chức Kim Phúc.
Ngày 23 tháng 9 năm 2006, bà được tổ chức YWCA (Mỹ) tôn vinh là một trong 6 phụ nữ có những đóng góp tích cực thiết thực nổi bật trong cộng đồng và trao tặng giải thưởng "Thành tựu nổi bật hằng năm" để ghi nhận những việc làm vì cộng đồng của bà, một nạn nhân của chiến tranh và một người mẹ đặc biệt của những nạn nhân chiến tranh nhỏ tuổi khác.
Ngày 22 tháng 10 năm 2004, Kim Phúc được Đại học York ở Toronto, Ontario, trao tặng bằng Tiến sĩ Danh dự vì những nỗ lực trợ giúp trẻ em nạn nhân chiến tranh trên khắp thế giới. Bà cũng được tặng thưởng Huân chương Ontario, huân chương cao quý nhất của tỉnh Ontario. Ngày 27 tháng 10 năm 2005, bà được Đại học Queen ở Kingston, Ontario trao tặng học vị danh dự. Ngày 2 tháng 6 năm 2011, bà nhận bằng Tiến sĩ Danh dự tại Đại học Lethbridge.

## Bé gái trong bức ảnh
Bé gái trong bức ảnh: Câu chuyện về Kim Phúc, bức ảnh và Chiến tranh Việt Nam (năm 1999) của Denise Chong là một tác phẩm tiểu sử về cuộc đời của Kim Phúc, nhấn mạnh đến cuộc đời, nhất là trường học và cuộc sống gia đình của Kim Phúc từ trước khi bị tai nạn, qua giai đoạn hồi phục, cho đến thời điểm hoàn tất cuốn sách.
Bé gái trong bức ảnh (The Girl in the Picture) tập trung vào mối quan hệ Việt – Mỹ trong Chiến tranh Việt Nam, đồng thời xem xét các chủ đề về chiến tranh, sự mâu thuẫn chủng tộc, nhập cư, những bất ổn chính trị, sự đàn áp, nghèo khổ, và các quan hệ quốc tế qua lăng kính của gia đình và nhất là qua cái nhìn và cuộc sống thường nhật của phụ nữ.
Giống tác phẩm đầu tay của Chong, The Girl in the Picture được đưa vào danh sách đề cử cho Giải thưởng Văn chương của Toàn quyền Canada.
Trước kia, Kim Phúc muốn được sống yên ổn như người bình thường, bà kể: "Tôi thực sự muốn thoát khỏi hình ảnh bé gái ấy... Nhưng dường như bức ảnh đó không chịu buông tha tôi."
Sau này, bà chia sẻ: "Phần lớn mọi người biết bức hình đó nhưng biết rất ít về cuộc đời tôi. Tôi rất biết ơn... tôi có thể chấp nhận bức hình đó là hình tượng của một bé gái đầy sức sống. Điều đó đã thúc đẩy tôi làm việc, cống hiến nhiều hơn cho hòa bình."